# Perwomajske (Perwomajske)
Perwomajske (ukrainisch Первомайське; russisch Первомайское/Perwomaiskoje, krimtatarisch Curçı) ist eine Siedlung städtischen Typs und das administrative Zentrum des gleichnamigen Rajons im Norden der Autonomen Republik Krim, Ukraine mit etwa 9000 Einwohnern (2016).

## Geographie
Perwomajske liegt an der Fernstraße N 05 97 km nördlich von Simferopol, der Hauptstadt der Krim, und 49 km südlich von Armjansk.
Zur Siedlungsratsgemeinde gehören, neben Perwomajske, noch die Dörfer Makariwka (Макарівка) mit etwa 35 Bewohnern und Pschenytschne (Пшеничне) mit etwa 500 Einwohnern sowie die Ansiedlung Uporne (Упорне) mit etwa 320 Einwohnern.

## Geschichte
Die erste schriftliche Erwähnung über das Dorf mit dem damaligen Namen Dschurtschy (ukrainisch Джурчи́) stammt aus dem Jahr 1798.
Vor dem Zweiten Weltkrieg war Dschurtschy eines der wenigen Dörfer in der Steppe der Krim, in der Esten lebten. Vom 28. November 1941 bis zum 12. April 1944 war der Ort von Truppen der Wehrmacht besetzt. Nach der Befreiung durch die Rote Armee wurde das Dorf noch im Jahr 1944 in Perwomajske umbenannt. Seit 1959 hat die Ortschaft den Status einer Siedlung städtischen Typs.

## Bevölkerungsentwicklung
| Jahr      | 1798 | 1900 | 1939 | 1959  | 1970  | 1979  | 1989  | 2001  | 2016  |
| --------- | ---- | ---- | ---- | ----- | ----- | ----- | ----- | ----- | ----- |
| Einwohner | 62   | 334  | 878  | 2.876 | 5.200 | 7.109 | 8.853 | 9.362 | 8.964 |

Quelle: 1798–1900;
1939–2014

## Rajon
Perwomajske ist Verwaltungssitz des 1935 gegründeten, gleichnamigen Rajons. Der Rajon Perwomajske befindet sich im Norden der Halbinsel Krim, hat aber keinen Zugang zum Schwarzen Meer. Er hat 35.500 Einwohner und eine Fläche von 1474 km². Die Bevölkerungsdichte beträgt 24 Einwohner je km².